# FA-cupfinalen

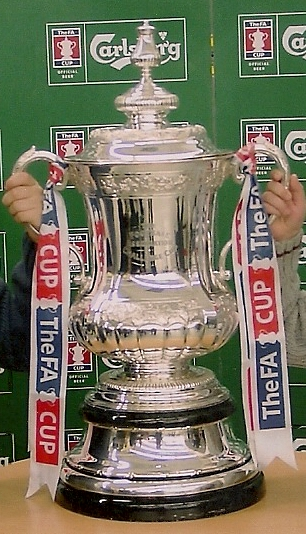
FA-cuppokalen

FA-cupfinalen (engelska: FA Cup Final, förkortning för Football Association Challenge Cup Final), är den sista matchen, finalen, på den årliga en fotbollsturnering arrangerad av engelska fotbollsförbundet: Football Association. Namnet FA-cupen syftar på den engelska utslagstävlingen för män, den för kvinnor heter FA Women's Cup. Finalmatchen spelas normalt på Wembley Stadium och direktsänd till länder över hela världen inklusive Sverige.
FA-cupen är världens äldsta fotbollstävling och den första finalen spelades på Kennington Oval i London den 16 mars 1872 mellan Wanderers och Royal Engineers. Matchen vanns Wanderers med 1-0, målet gjort av Morton Betts som spelade under pseudonymen A.H. Chequer.